# Zwischenfall bei der Meisterfeier des FC Liverpool 2025
Am 26. Mai 2025 erschütterte ein Zwischenfall die Meisterfeier des FC Liverpool nach dem Gewinn des Premier-League-Titels 2024/2025. Ein Autofahrer fuhr bei der Meisterschaftsparade in Liverpool gezielt in eine Menschenmenge und verletzte dabei zahlreiche Feiernde. 

## Hergang des Zwischenfalls
Während der Parade, die anlässlich des Premier-League-Titels 2024/25 durch die Innenstadt führte, steuerte ein Mann auf der Water Street einen grauen Ford Galaxy in eine große Menschenmenge. Insgesamt wurden 79 Menschen verletzt, darunter vier Kinder. 50 Personen mussten ins Krankenhaus eingeliefert werden, einige davon mit schweren Verletzungen.

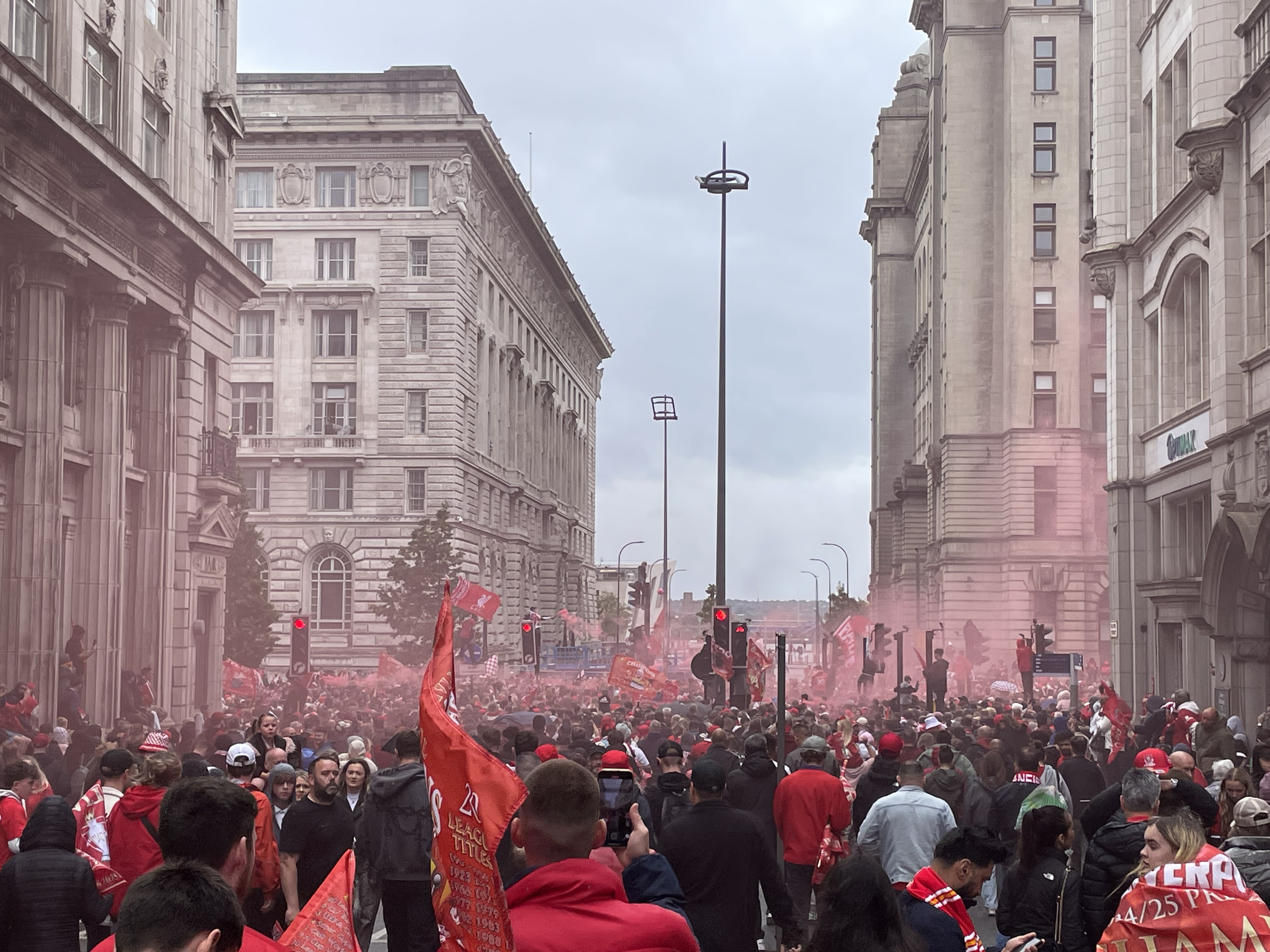
Parade des Liverpool FC (2025), Blick entlang der Dale Street

### Ablauf der Parade und Unfallhergang

Route des Autos, das an dem Anschlag in Liverpool beteiligt war.

Die Parade führte auf einer etwa 16 Kilometer langen Strecke durch Liverpool. Zehn Minuten nachdem der offene Mannschaftsbus die Water Street passiert hatte, kam es gegen 18 Uhr Ortszeit zu dem Vorfall. Zeugen berichteten, dass der Fahrer zunächst mit Passanten in Streit geriet, dann beschleunigte und in die Menge fuhr. Nachdem das Fahrzeug gestoppt und von Umstehenden attackiert worden war, fuhr der Fahrer erneut los und verletzte weitere Personen. Vier Menschen, darunter ein Kind, wurden unter dem Fahrzeug eingeklemmt und mussten von Rettungskräften befreit werden.

### Opfer und Verletzungen
Die Verletzten waren zwischen neun und 78 Jahre alt. Zwei Personen, darunter ein Kind, erlitten schwere Verletzungen. Insgesamt wurden 27 Menschen direkt ins Krankenhaus gebracht, 20 weitere vor Ort behandelt. Einige Betroffene suchten später selbst medizinische Hilfe auf.

## Täter und Ermittlungen
Die Polizei nahm einen 53-jährigen weißen Briten aus dem Raum Liverpool am Tatort fest. Ihm werden unter anderem versuchter Mord, gefährliches Fahren und Fahren unter Drogeneinfluss vorgeworfen. Später wurde er namentlich als Paul Doyle identifiziert und wegen mehrerer schwerer Körperverletzungsdelikte sowie gefährlichen Fahrens angeklagt.
Doyle erschien am 30. Mai vor dem Liverpool Crown Court und wurde bis zum 14. August in Untersuchungshaft genommen. Dann wird er wieder vor Gericht erscheinen, um sich vor seinem möglichen Prozess im November 2025 zu äußern.

## Reaktionen von Politik und Gesellschaft
Premierminister Keir Starmer und König Charles III. äußerten ihr Mitgefühl mit den Opfern. Die Stadt Liverpool und der Fußballclub  sagten den Betroffenen Unterstützung zu. Die geplanten Feierlichkeiten von Liverpool FC wurden abgesagt, und auch die Premier League bekundete ihre Anteilnahme.

## Bewertung und Folgen
Die Polizei behandelt den Vorfall als Einzeltat und schließt einen terroristischen Hintergrund aus. Die Ermittlungen konzentrieren sich auf die Hintergründe des Täters und die genaue Motivlage.
Das Ereignis löste in Großbritannien und insbesondere in Liverpool große Bestürzung aus. Die medizinische Versorgung und Betreuung der Opfer stand im Mittelpunkt der weiteren Maßnahmen, während die Justiz die strafrechtliche Aufarbeitung übernahm.